# Бунечко Віталій Іванович
Віталій Іванович Бунечко (нар. 6 серпня 1973, Сарни, Рівненська область) — голова Житомирської обласної державної адміністрації з 8 серпня 2019 року. У 2025 році найдовше за тривалістю займає посаду серед усіх чинних голів облдержадміністрацій.

## Життєпис
Закінчив Волинський університет ім. Лесі Українки (1995), Академію Служби безпеки України (1997). Доктор філософії в галузі юриспруденції.
Був вчителем історії та правознавства в Обарівській загальноосвітній школі Рівненського району Рівненської області.
Бунечко працював на посаді першого заступника начальника головного управління — начальника управління (з дислокацією в Маріуполі Донецької області) Головного управління регіонального органу СБУ.
В 2020 році Бунечко зазначив, що підтримує проведення фестивалів та подій, не дивлячись на пандемію Covid-19.

## Сім'я
Брат Віталія В'ячеслав Бунечко працює начальником одного з департаментів Укрнафти.
Батько — Іван Бунечко, український дипломат.
Дружина — Олена
Син Платон, донька Катерина

## Нагороди
- Орден Богдана Хмельницького III ступеня (24 березня 2022) — за вагомий особистий внесок у захист державного суверенітету та територіальної цілісності України, мужність і самовіддані дії, виявлені під час організації оборони населених пунктів від російських загарбників[8].
- Відзнаки Міністерства оборони України: — нагрудний знак «Знак пошани» (2022) — медаль «За сприяння Збройним силам України» (2022)
- Відзнака Головнокомандувача Збройних Сил України: — почесний нагрудний знак «За заслуги перед Збройними Силами України» (2022)
- Відзнака Міністра Оборони України: — медаль «Хрест пошани» (2024)
- Відзнаки Державної прикордонної служби: — медаль «За сприяння в охороні державного кордону України» (2022) — вогнепальна зброя (2022)
- Відзнака Командувача Повітряних сил Збройних сил України: — пам'ятний нагрудний знак командувача «Майстерність честь та відвага» (2022)
- Відзнака МО України «За зміцнення обороноздатності» (04 листопада 2024);
- Відзнака Ради Національної безпеки та оборони України: — нагрудний знак «Захиснику України» (2020)
- Відзнака Житомирської міської ради: — «За заслуги перед містом Житомиром III ступеня»
- Подяка Головного управління розвідки Міністерства оборони України (2022)
- Подяка Командування Десантно-штурмових військ Збройних сил України (2022)
- Подяка Головного управління ДСНС України в Житомирській області (2022)[9]